# 許汜
許 汜（きょ し、生没年不詳）は、中国後漢時代末期の政治家。

## 正史の事跡

### 初期の事跡
最初は曹操に仕え、従事中郎に任命されていた。興平元年（194年）、曹操が陶謙を討伐するため徐州に出征すると、許汜は張邈・張超・陳宮・王楷らと共に呂布を迎え入れ曹操に叛旗を翻し、兗州の大部分を制圧した。これ以降は呂布に仕えた。
建安3年（198年）冬、呂布が曹操に敗退して下邳城内に追い詰められると、許汜と王楷は袁術の元へ救援要請に赴いた。袁術は前年の呂布との対立経緯から、援軍を拒絶する姿勢を示した。しかし許汜と王楷は、呂布が滅びれば次は袁術が攻められる番であると口説き、呂布の娘を送るという条件で、何とか袁術に救援を受諾させた。しかし、呂布は曹操軍の包囲を突破できる状況ではなく、実際には袁術の救援を得ることができなかった。

### 許汜の器量
呂布滅亡後、許汜は荊州の劉表を頼りその客人となった。数年後ある宴席で、劉表・劉備と天下の人物を議論する機会があったため、許汜は一時呂布の下で同僚となった陳登を「横暴な（「豪気不除」）人間」と非難した。劉備が非難の理由を尋ねると、許汜は「陳登は客人を持て成す心がない。私と長い間口をきいてくれず、自分は寝台で休み、私を床に寝かせた」と答えた。それに対し劉備が「貴方は国士としての名声がありながら、宅地を求めるばかりで、碌な進言もしなかった。陳登はそれを忌み嫌ったのです。私なら、自分は寝台どころか百尺の楼上に寝て、貴方を床どころか更地に寝かせますな（陳登は、まだ優しい）。」と許汜の小人振りを痛烈に批判したため、劉表は大笑いした。
これ以後、許汜の名は史書に見当たらない。

## 物語中の許汜
小説『三国志演義』でも、王楷と共に曹操軍の包囲を突破して袁術に救援を求めており、経緯も結末もほぼ史実に沿ったものとなっている。ただし、劉備とのやり取りは採用されていない。